# Alexander Julius Klünder
Alexander Julius Klünder (auch Klündert und Klynder, russisch Александр Иванович Клюндер bzw. Клиндер; * 8. Februarjul. / 20. Februar 1802greg. in Reval, Gouvernement Estland; † 27. Dezember 1874jul. / 8. Januar 1875greg. ebenda) war ein estländischer Maler und Lithograph. Er wurde vor allem für seine Porträts bekannt.

## Leben und Werk
Alexander Julius Klünder wurde als Sohn des Schneidermeisters Johann Joachim Klünder und Sophia Elisabeth Ripke in der estländischen Hauptstadt Reval geboren. Er besuchte zunächst die Kreisschule, dann von 1818 bis 1823 das Gouvernements-Gymnasium.
Von 1823 bis 1826 studierte Klünder Wirtschaftswissenschaft an der Kaiserlichen Universität Dorpat. Gleichzeitig nahm er Unterricht an der renommierten Zeichenschule des Kupferstechers Karl August Senff. In jener Zeit entstand Klünders bekanntes Porträt des estnischen Philologen und Mediziners Friedrich Robert Faehlmann. Nach seiner Studienzeit ging Klünder als freischaffender Künstler und Zeichenlehrer nach Reval zurück.
Anlässlich des 25. Jubiläums der Wiedereröffnung der Universität Dorpat schuf Klünder zwischen 1827 und 1829 dreißig Porträts bekannter Dorpater Professoren.

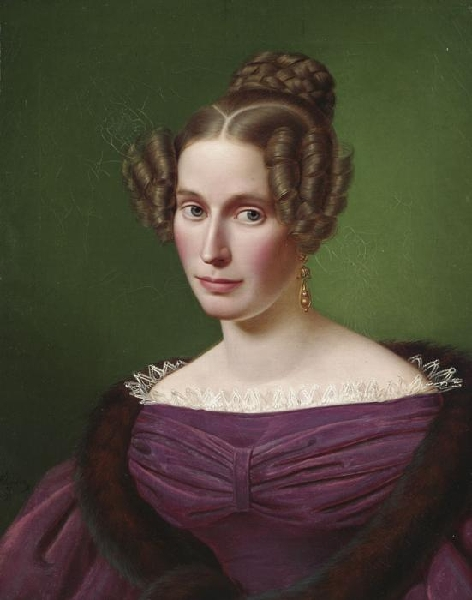
Alexander Julius Klünder: Porträt einer Dame mit Biedermeierfrisur, November 1838

Wahrscheinlich zog er 1829 in die russische Hauptstadt Sankt Petersburg, um sich dort als Porträtist niederzulassen. Klünder hatte Erfolg. 1834 wurde ihm der Titel eines „freien Künstlers“ (für Miniaturmalerei) verliehen. 1839 wurde er zum „Agrégé“ ernannt. Im Juli 1841 wurde er Mitglied der Kaiserlichen Kunstakademie.
Für die Porträts von sechs Mitgliedern des zaristischen Husarenregiments wurde Klünder 1839 ein Ehrenpreis verliehen. Er porträtierte Mitglieder der russischen Kaiserfamilie und Angehörige der Oberschicht, daneben auch bekannte Künstler wie den Dichter Michail Lermontow und den Maler Karl Brjullow. Zu seinem Bekanntenkreis zählte Alexander Puschkin.
Die Jahre vor seinem Tod verbrachte Alexander Julius Klünder in seiner Heimatstadt Reval.

## Privatleben
Alexander Julius Klünder heiratete im Oktober 1858 in Reval Emilie Printz.